# Quisto (biologia)
O quisto ou cisto é uma forma de resistência, presente principalmente em seres unicelulares. Pode ocorrer, por exemplo, quando há pouco alimento disponível ou ressecamento do ambiente. Quando as condições voltam a ser propícias à sobrevivência do ser, este retoma suas funções normais, como alimentação e reprodução.
A resistência temporal de um quisto até hoje não foi testada. Já foram encontrados cistos do período cenozóico, conservados em âmbar, e esses deram a origens  a bactérias do período citado.